# Aston Martin

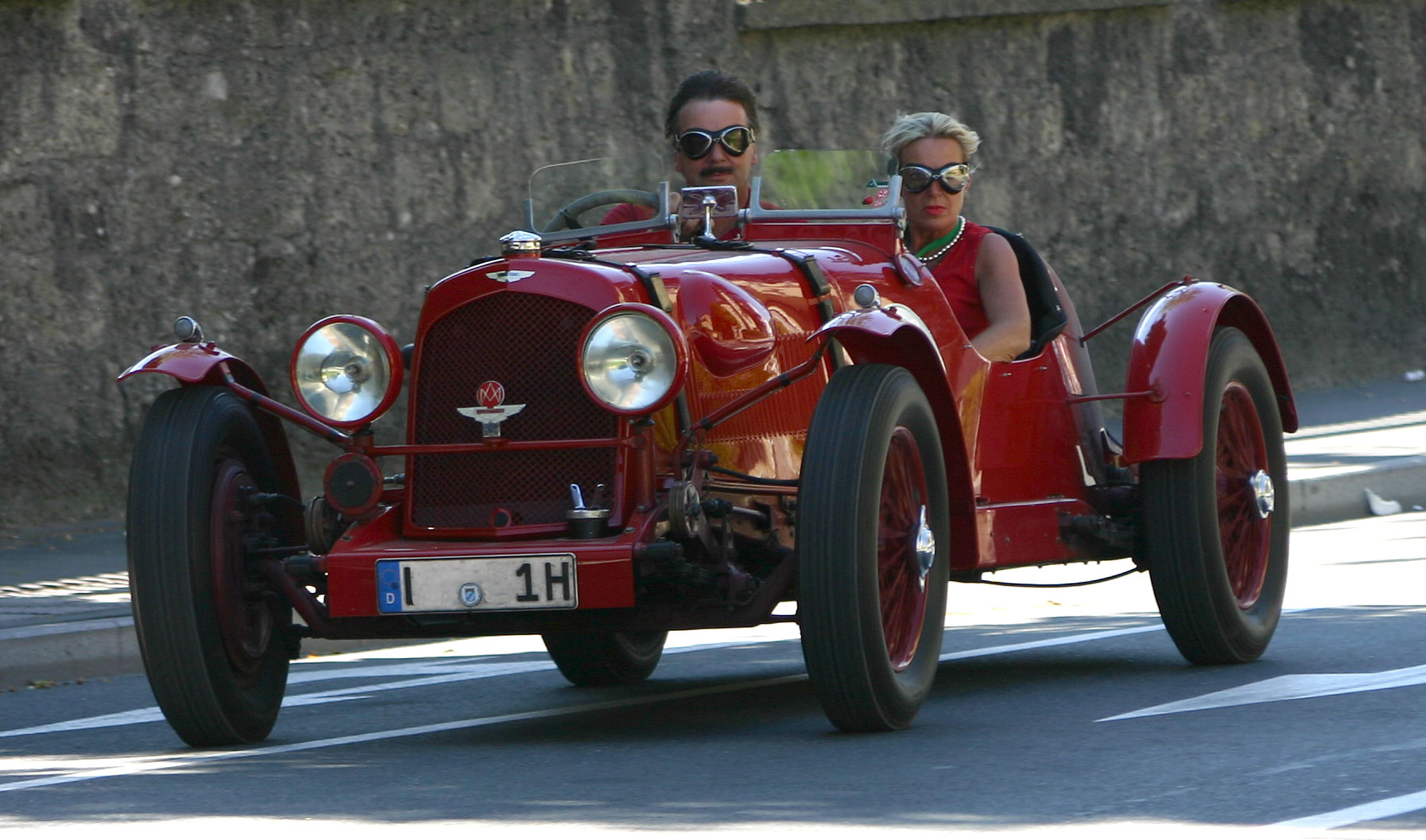
Aston Martin Speed Model Ulster

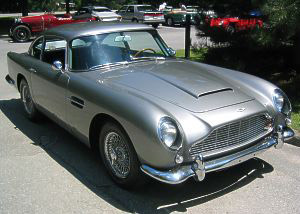
Aston Martin DB5

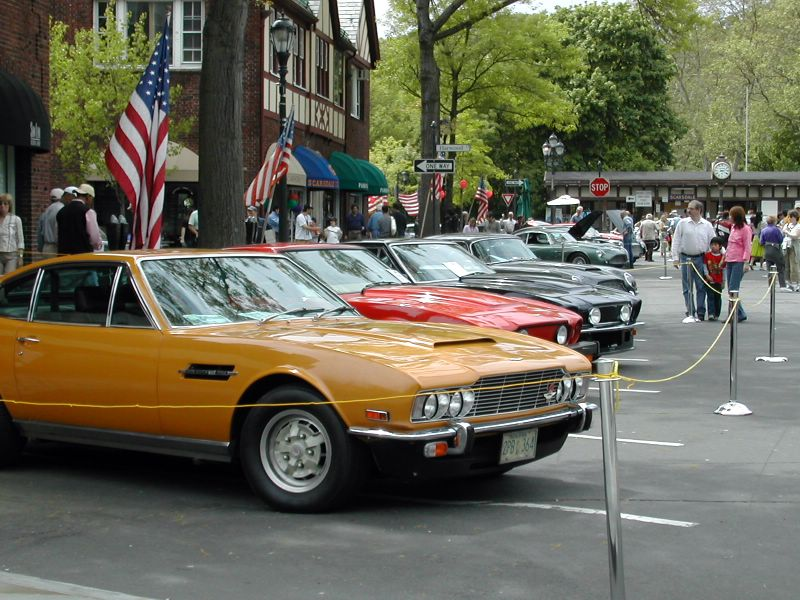
Aston Martin V8 i Aston Martin V8 Vantage

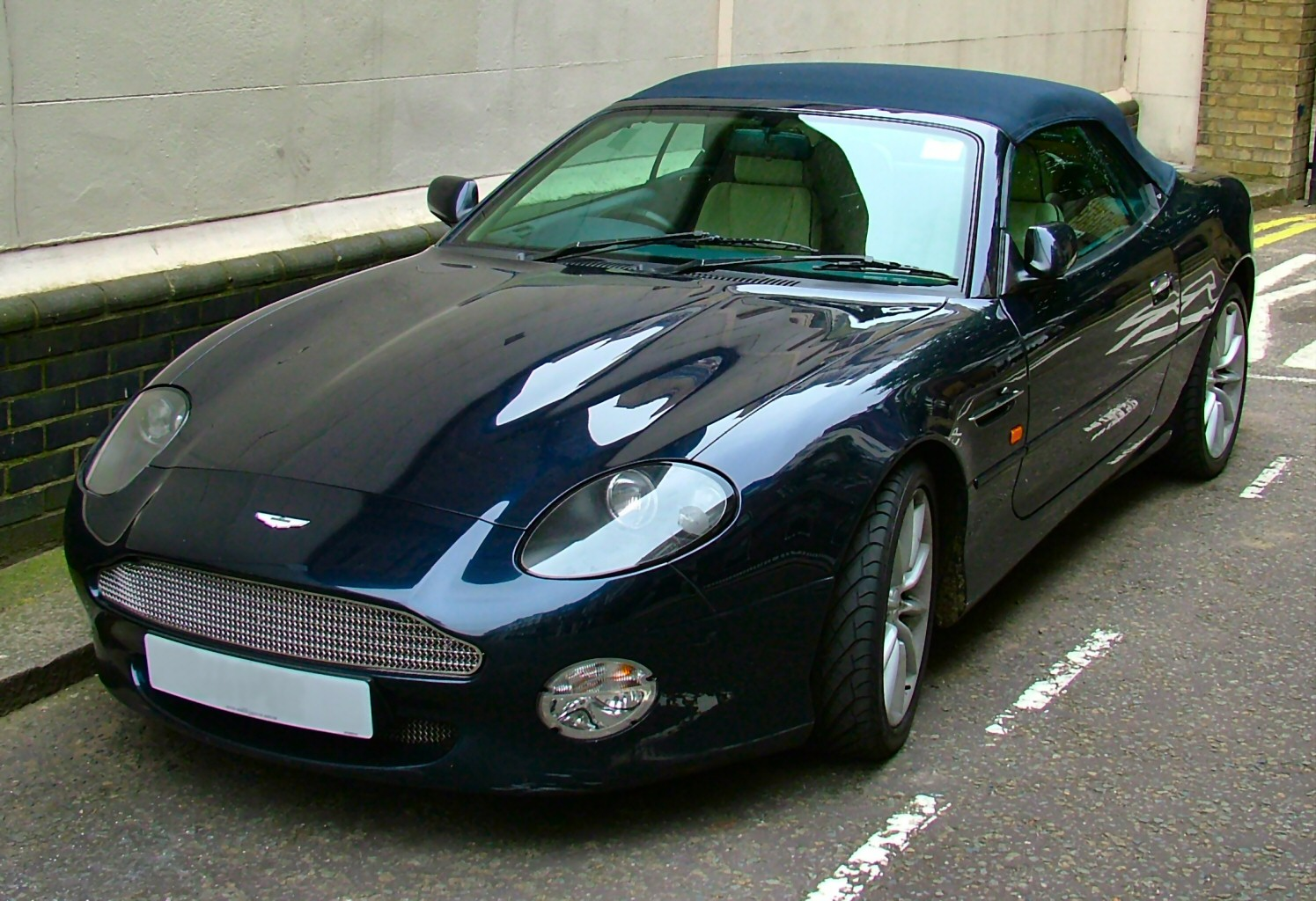
Kabriolet Aston Martin DB7

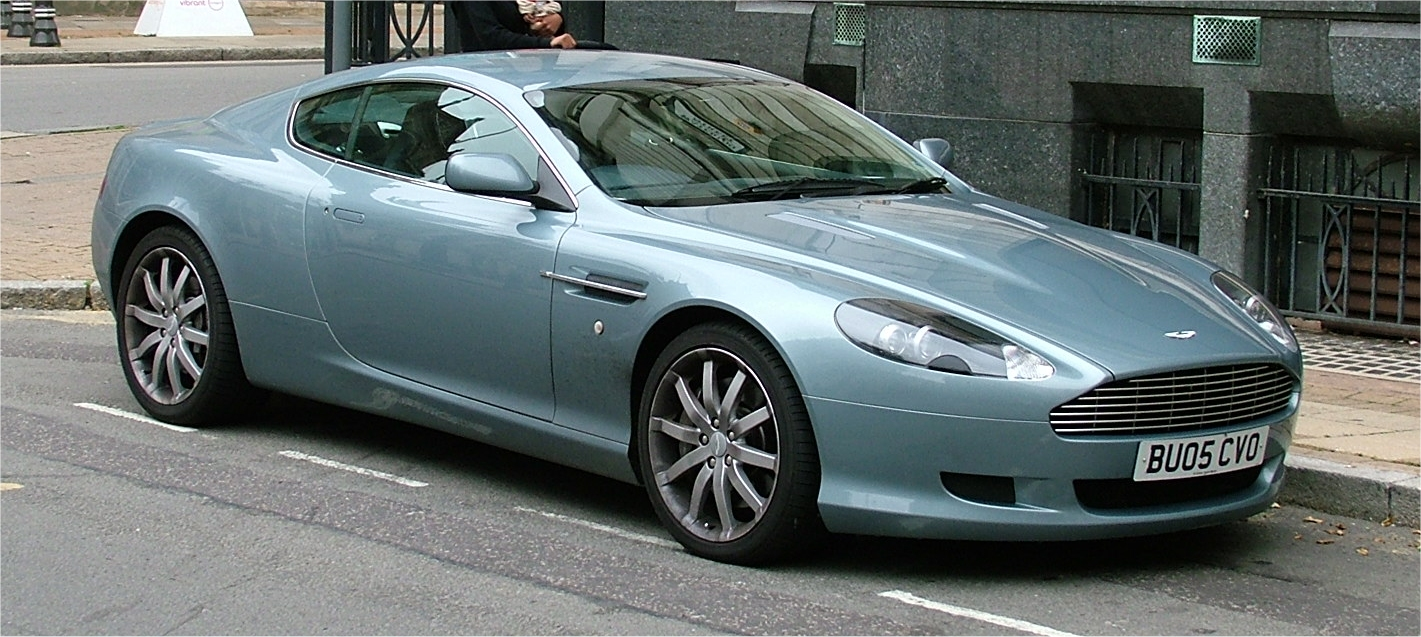
Aston Martin DB9

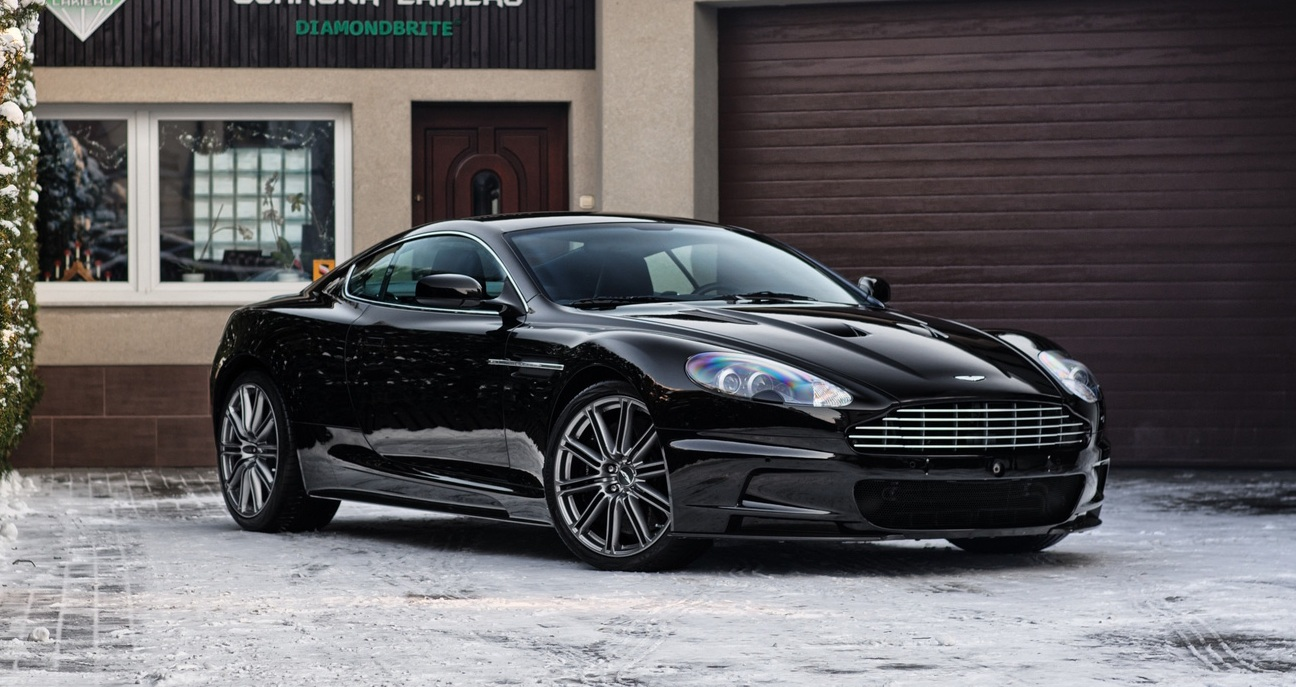
Aston Martin DBS

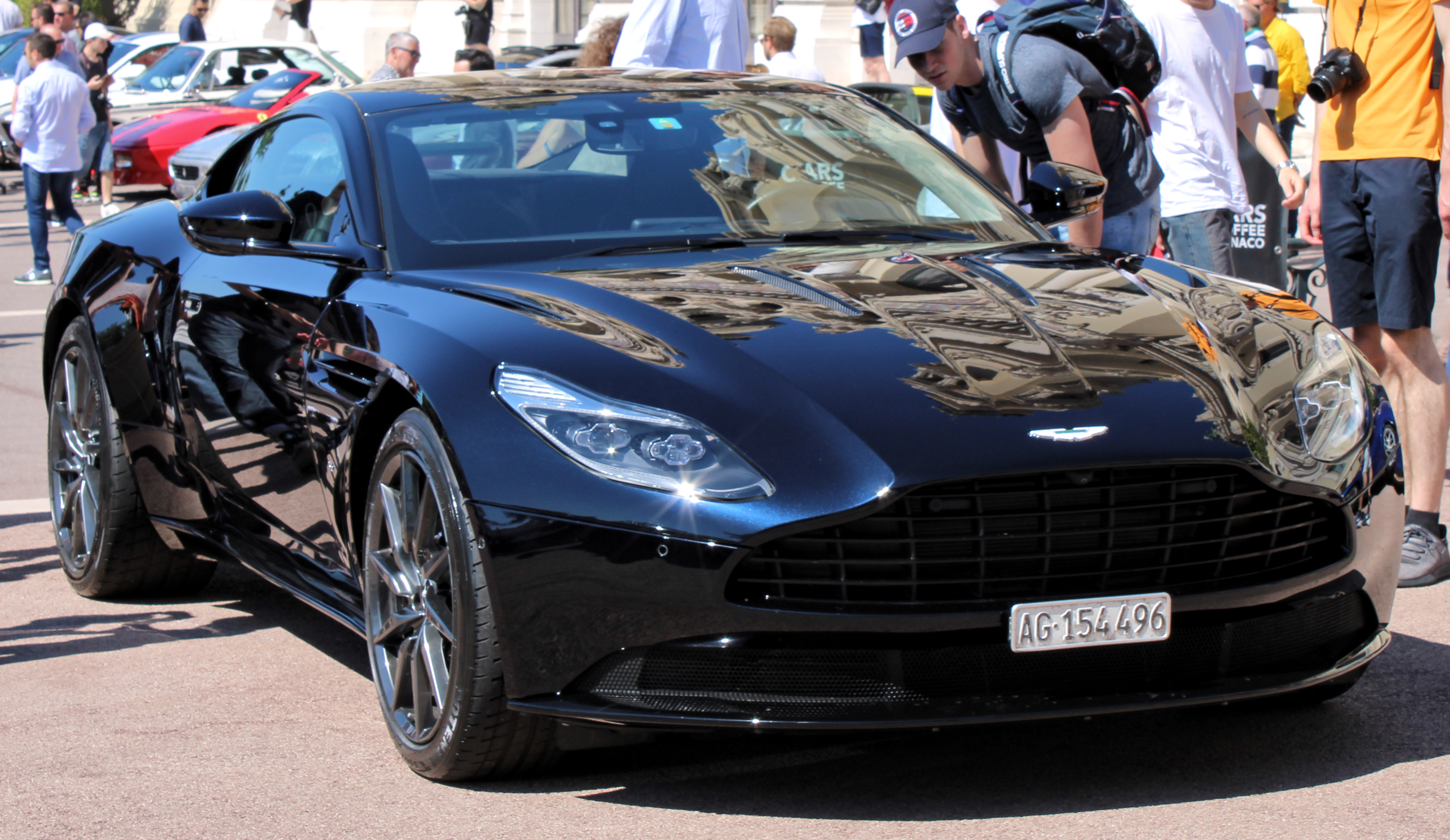
Aston Martin DB11

Aston Martin Lagonda Limited – brytyjski producent samochodów sportowych, wyścigowych, luksusowych i SUV-ów działający od 1913 roku z siedzibą w Gaydon.

## Historia
Przedsiębiorstwo Aston Martin zostało założone w 1913 przez Lionela Martina i Roberta Bamforda, którzy już wcześniej zajmowali się sprzedażą samochodów Singer. Martin ponadto zajmował się samochodowymi wyścigami górskimi na wzgórzu Aston Hill w okolicy miejscowości Aston Clinton. Martin i Bamford postanowili produkować własne samochody wyścigowe, lepsze jakościowo od Singerów. Produkcję umieścili w warsztacie w Londynie, nazwę przedsiębiorstwa utworzono od Aston Hill i nazwiska Martina.
Pierwszy samochód wyprodukowali w marcu 1915, lecz później nastąpiła przerwa spowodowana I wojną światową.
Po wojnie przedsiębiorstwo zostało wzmocnione funduszami miłośnika motoryzacji hr. Louisa Zborowskiego. W 1922 samochód Aston Martin „Bunny” uczestniczył ze sporymi sukcesami w Grand Prix Francji. Martin opuścił przedsiębiorstwo w 1925, a w następnym roku przedsiębiorstwo przejęła grupa inwestorów, w tym lord Charnwood, pod nazwą Aston Martin Motors. Produkcję przeniesiono do Feltham. Początkowo samochody używały silników innych producentów. Pierwszym modelem Astona seryjnie produkowanym łącznie z silnikiem w Feltham był International. Produkowano następnie udane modele wyścigowe Le Mans i Ulster. W 1933 fabryka została przejęta przez Sir Arthura Sutherlanda. W 1936, obok wyścigowego Aston Martin Speed Model, przedsiębiorstwo wprowadziło na rynek prostszy, tańszy i łatwiejszy w prowadzeniu model 15/98. Model ten był samochodem w większym stopniu użytkowym, oferowany był w wersjach dwu- i czteromiejscowej, z nadwoziem otwartym lub zamkniętym. Model 15/98 odniósł względny sukces rynkowy. W 1939 opracowano nowoczesny i zaawansowany technicznie model Atom, lecz plany jego produkcji przerwał wybuch II wojny światowej. Do czasu wybuchu wojny przedsiębiorstwo wyprodukowało jedynie 671 samochodów wszystkich modeli. Podczas wojny przedsiębiorstwo produkowało sprzęt wojenny na zamówienia rządowe.
W 1947 przedsiębiorstwo zostało kupione przez spółkę David Brown Limited. David Brown zakupił także wówczas firmę Lagonda i oba przedsiębiorstwa uległy połączeniu w Aston Martin Lagonda. Nowy model DB1 wyprodukowano w małej liczbie, lecz zapoczątkował on serię Astonów Martinów DB (od David Brown). Model DB2 z 1950, z 6-cylindrowym silnikiem Lagondy, został sprzedany już w znacznej liczbie egzemplarzy, zwłaszcza w wersji DB2/4 z 1954, która wprowadzała dwa dodatkowe miejsca z tyłu i, co było nowością w tym czasie, tylne trzecie drzwi. Ostatnim etapem rozwoju tej serii był DB Mark III. Karoseria modeli DB2 mierzyła się z ówczesnymi włoskimi wzorami. Aston Martin uzyskał tym samym status producenta luksusowych i drogich samochodów sportowych z nadwoziami coupé. Modele te i następne miały też swoje wersje z mocniejszymi silnikami, nazywane dodatkowo Vantage. Mimo że większość użytkowników nie robiła użytku ze sportowego charakteru astonów, samochody te i następne brały również udział we wszystkich poważniejszych wyścigach samochodowych, między innymi w 1959 Aston Martin wygrał w Le Mans. W latach 60. przedsiębiorstwo jednak wycofało się z wyścigów.
W 1954 David Brown przeniósł produkcję do nowo zakupionej fabryki w Newport Pagnell. W 1958 wprowadzono do produkcji model DB4, a w 1964 DB5, który przyniósł przedsiębiorstwu największy rozgłos (między innymi za sprawą spopularyzowania w filmach o Jamesie Bondzie). Modele te stały się względnie popularne jak na swoją wysoką cenę, zbudowane w liczbie ponad 1000 sztuk, a najlepiej sprzedającym się modelem stał się powiększony DB6 z 1965 (1753 sztuki). Produkowano też w małej serii sportowe wersje DB4 z karoserią przedsiębiorstwa Zagato. Przedsiębiorstwo ustabilizowała w tym okresie swój wizerunek jako producent ekskluzywnych samochodów użytkowych o charakterze sportowym GT – grand touring (2+2 miejscowych coupé i kabrioletów), z silnikiem z przodu. Wizerunek ten podtrzymały kolejne modele nowej serii: DBS z 1967, DBS V8 z 1969 i V8 z 1972.
Dwa silniki: 6-cylindrowy, rzędowy o pojemności 3,7 litra wykorzystany w sportowym modelu DBR2 oraz cywilnym DB4 (w ten silnik był wyposażony samochód Bonda w książce Casino Royal), a także zaprojektowany w 1968 roku V8 o pojemności 5,3 litra (użyty w modelu V8 Vantage np. znanym z filmów o Bondzie), były zaprojektowane przez Polaka, inż. Tadeusza Marka. V8 był na tyle nowoczesny, że pozostawał w produkcji aż do roku 2000, czyli przez 32 lata.
Pomimo wysokiego uznania dla marki, przedsiębiorstwo popadało w finansowe kłopoty, częściowo spowodowane kryzysem paliwowym z 1974. W 1972 zostało wykupione przez konsorcjum inwestorów z Birmingham, a w 1975 przez Amerykanina Petera Sprague i Kanadyjczyka George Mindena. Nowi właściciele zmodernizowali starsze modele, tworząc Aston Martin Vantage V8 z mocniejszym silnikiem w 1977 i kabriolet Volante w 1978. W 1980 opracowano prototypowy sportowy Bulldog z silnikiem umieszczonym centralnie, który pozostał prototypem. Od 1978 produkowano natomiast w małej serii ekskluzywną i ekstrawagancką czterodrzwiową limuzynę Aston Martin Lagonda, będącą odstępstwem od samochodów coupé, kontynuującą markę Lagonda. Nowymi właścicielami marki zostało jednak w 1981 przedsiębiorstwo CH Industrial, w 1983 Automotive Investments, a w 1985 Peter Livanos i Victor Gauntlett. W 1986 75% akcji Aston Martin Lagonda wykupił Ford Motor Company.
Przez ten czas zmian właścicieli linia modeli wywodząca się z 1967 nie była praktycznie modernizowana. Jedynie w 1986 na bazie modelu V8 przedsiębiorstwo wyprodukowało zaledwie 87 egzemplarzy ekskluzywnego dwumiejscowego sportowego coupé Aston Martin V8 Vantage Zagato i roadstera Volante Zagato. Dopiero w 1988 zaprzestano produkcji starych modeli V8, wprowadzając nową serię Virage, która spotkała się z dużym uznaniem. W 1993 Ford ostatecznie wykupił całość przedsiębiorstwa, zaprezentowano też wówczas nieco mniejszy i o bardziej przystępnej cenie model DB7, powracając do klasycznych oznaczeń. Model ten spotkał się ze stosunkowo dużym zainteresowaniem. W 1995 przedsiębiorstwo wyprodukowało rekordową liczbę 700 samochodów, a do 2002 zbudowano 6000 modelu DB7, przewyższając tym samym produkcję wszystkich wcześniejszych DB. W 1999 do serii DB7 dodano DB7 Vantage z silnikiem V12, a w 2001 wprowadzono do produkcji bardziej sportowy model Vanquish.
W 2003 zaprezentowano nowy studyjny projekt AMV8 Vantage oraz model DB9, następcę DB7. W 2004 zaprezentowano jego wersję kabrioletu DB9 Volante. Aston Martin zapowiedział także powrót do wyścigów samochodowych od 2005.
Oprócz wykończenia pojazdu, dostosowanego do gustów klienta, Aston Martin potrzebował odpowiedniej klasy urządzeń audio. W roku 2002 rozpoczął współpracę ze szkockim przedsiębiorstwem Linn Products Ltd. (słynącym z high-endowych systemów audio/video) w celu zapewnienia jak najwyższej jakości dźwięku w samochodzie. Linn miał okazję po raz pierwszy zaprojektować system audio dla rynku samochodowego, wykorzystując wcześniejsze doświadczenia z produktów audio/video na rynek konsumencki oraz systemów multi-room na lotnisku Heathrow w Londynie, dla liniowców Queen Mary i Queen Elisabeth II

### Opis marki
Nazwa firmy pochodzi od wyścigu Aston Clinton Hill Climb i nazwiska jednego z założycieli, Lionel Martin.
Od 1994 do 2007 Aston Martin był częścią Premier Automotive Group, własnością Ford Motor Company. 12 marca 2007 został sprzedany spółce w skład której wchodzi: David Richards (właściciel firmy Prodrive), John Sinders oraz kuwejckie spółki Investment Dar i Adeem Investment. Ford zachował 15% udziałów.
Od 2013 koncern Daimler AG zakupił 5% akcji, dzieląc się najnowszą technologią. W 2020 roku, koncern Daimler AG dokupił dodatkowe 20% akcji w Aston Martin Lagonda za 286 mln funtów brytyjskich, zacieśniając współpracę technologiczną.

## Udział w filmach
Aston Martin wielokrotnie występował w serii filmów o superagencie wywiadu brytyjskiego Jamesie Bondzie. Srebrny DB5, wyposażany w różne gadżety, pojawił się w filmach Goldfinger (1964) i Operacja Piorun (1965), Skyfall (2012). Na krótko DBS grał w filmie W tajnej służbie Jej Królewskiej Mości (1969). Po przerwie, kiedy Bond używał samochodów BMW, a także brytyjskich samochodów Lotus, Aston Martin ponownie pojawił się w W obliczu śmierci (1987), 15 lat później V12 Vanquish w Śmierć nadejdzie jutro (2002), a następnie nowy DBS w Casino Royale i 007 Quantum of Solace. W 2014 roku model DB10 pojawił się w filmie Spectre. Marka Aston Martin Vanquish pojawiła się też na końcu filmu Twilight.

## Modele samochodów

### Obecnie produkowane

#### Samochody sportowe
- Vantage
- DB12
- DBS

#### Supersamochody
- Valhalla
- Valkyrie

#### SUV-y
- DBX

### Historyczne
- DB1 (1948–1950)
- DB2 (1950–1953)
- DB2/4 (1953–1957)
- DB Mark III (1957–1959)
- DB4 (1958–1963)
- DB5 (1963–1965)
- DB6 (1965–1969)
- DBS (1967–1972)
- V8 (1969–1989)
- Lagonda (1976–1989)
- V8 Zagato (1986–1990)
- AM3 (1997)
- AM4 (1997)
- V8 Vantage Special Series I (1997)
- V8 Vantage Special Series II (1998)
- Virage (1988–2000)
- DB7 (1993–2003)
- DB7 Zagato (2002–2003)
- Vanquish (2001–2007)
- DB9 (2004–2009)
- DBS (2007–2012)
- One-77 (2009–2012)
- Virage (2011–2012)
- Cygnet (2010–2013)
- DB10 (2014)
- Vulcan (2015–2016)
- Lagonda Taraf (2015–2016)
- Vanquish (2001–2018)
- DBS GT Zagato (2019)
- Rapide (2011–2020)
- Victor (2020)
- V12 Speedster (2020)
- DBR22 (2022)
- DB11 (2016-2023)
- Valour (2023–2024)
- Valiant (2024)

#### Samochody koncepcyjne
- Aston Martin Bulldog (1980)
- Aston Martin Lagonda Vignale (1993)
- Aston Martin Twenty Twenty (2001)
- Aston Martin Zagato DB AR1 (2003)
- Aston Martin AMV8 Vantage (2003)
- Aston Martin Jet 2 (2004)
- Aston Martin Rapide Concept (2006)
- Aston Martin DB-ONE (2007)
- Aston Martin V12 Vantage RS (2008)
- Aston Martin Volare (2009)
- Aston Martin Cygnet Concept (2009)
- Aston Martin V12 Vantage Roadster (2009)
- Aston Martin Lagonda Concept (2009)
- Aston Martin CC100 Speedster Concept (2013)
- Aston Martin DB10 (2014)

#### Samochody wyścigowe
- Aston Martin DBR1(1956–1959)
- Aston Martin DBR9 (2004-2005)
- Aston Martin DBRS9 (od 2005)
- Aston Martin V8 Vantage N24
- Aston Martin V8 Vantage GT2